# Love☆Drops 〜みらくる同居物語〜
『Love☆Drops 〜みらくる同居物語〜』（ラブ ドロップス みらくるどうきょものがたり）は2006年3月3日にシュガービーンズから発売されたPC用18禁恋愛アドベンチャーゲーム。また、2007年5月31日にディンプルからPS2用に、追加要素を加えた『らぶ☆どろ 〜Love☆Drops〜』が発売された。

## ゲームシステム
期間は前半2ヶ月＋後半2ヶ月の計4ヶ月。前半は場所選択で好きなキャラに話しかけ、好感度を上げていく。途中キャラごとにイベントがおき、一定以上の好感度を上げるとハロウィンの日にそのキャラから告白され、以下そのキャラのルートに入る。後半は選択肢のみで正しい方を選ぶことでEDを迎えられる。メイン6人はそれぞれ2人ずつライバルになっており、選択によっては乗り換えEDもあり。

## ストーリー
舞台はとある港町。主人公は亡き祖父母が残した洋館に引っ越すことになる。生前悪魔祓いをしていた祖父母の家には怪しげな物がたくさん。しかし昔から祖父母に懐いてよく家にも遊びに行っていた主人公は、学校からも近いということで洋館での一人暮らしも平気。引越しを終え、部屋の掃除に取り掛かった主人公は祖父の書斎の地下室で動くツボを発見。うっかりそれを割ってしまう。中から出てきたのは3人の魔物たち。彼らは今から50年前、魔界から人間界に遊びに来た際に帰れなくなり主人公の祖母に助けられ、そのまま一緒に暮らしていた。その内祖母に恋心を抱いた3人は魔物らしくストレートに愛情表現をするが、それが祖母を困らせることになってしまい、3人は祖父に封印されてしまうのだった。その祖母によく似た主人公に50年前の想いを伝えようと迫ってくる魔物たち。他にも兄のような幼馴染や自称エクソシストの後輩、親友のお兄さんまで加わって主人公は賑やかな毎日を過ごすことになるのだった。

## 登場人物

### 主人公
田中 かなた（たなか かなた/デフォルト名/変更可）
本作の主人公。高校2年生。父親が単身赴任のため母親と二人暮らし。「誰も住んでいないと家が傷む」という理由で祖父母が残した洋館で一人暮らしを始める。明るく元気だが少々寂しがりや。家事全般は得意だけど勉強は苦手。子供の頃祖母が話してくれた王子様の話に憧れ、自分もいつかは運命の人に会えると信じている。が、未だ年齢＝彼氏いない歴だったりする（あるキャラのルートでその理由が明らかになる）。祖母からもらった五芒星が描かれたコイン（ペンタクルコイン）を宝物として首から下げている。これは強く念じると魔を払う力があるため、魔物たちから身を守るためには手放せない。

### 魔物
フロリア
声 - 鳥海浩輔
主人公の家に住む魔物の1人。年齢は人間で言うと20代後半。身長は175cmくらい。白い肌と美しい長髪を持つセイレーン。耳の部分に白い羽がついている。涼しい顔で甘い言葉を吐いたりと女性の扱いに慣れているが、主人公に対してはそれも効果が薄い。常に冷静で穏やかだが、男性には見下したような態度や言動を取ることもある。夜型で昼はほとんど寝ていると思えば、逆に朝も昼も起きていたりと不規則な生活をしている。だがこれはセイレーンの一族全員がこうらしい。
ロイ
声 - 鈴村健一
主人公の家に住む魔物の1人。年齢は人間で言うと18歳くらい。身長は168cm程度。赤い髪と悪戯っぽい瞳、銀色の耳と尻尾を持ったワーウルフ。 口が悪く言葉遣いが少々乱暴だが、良くも悪くも素直な性格で感情表現もストレート。思ったことをすぐ口に出してしまう単純なところも。主人公に対してもまっすぐかつ大胆に迫る。お風呂が好きで1日2回は入るらしい。犬扱いされると怒るが犬みたいな一面が多い。
ユーゴ
声 - 萩道彦
主人公の家に住む魔物の1人。年齢は人間で言うと22～23歳くらい。身長は180cm。黒い髪と赤い眼をしたヴァンパイア。普段は目立たないが八重歯がある。口数が少なくクールかと思えば、かなりの天然。吸血鬼だが血は吸わず、チョコレートなどの甘いものが大好き。朝起きて夜寝る健康的な生活をしているが、気をつけないとお菓子ばかり食べていたりもする。
シファ
声 - 谷山紀章
主人公達の前に現れた天使。年齢･身長は不明。魔物たちを魔界に連れ帰るために天から遣わされたと言っているが本当かどうかは謎。金髪に透けるような肌をした美しい青年だが、性格は非常に高慢な自信家で攻撃的。主人公のことも見下しており、綺麗な顔でサラリと毒のある言葉を吐く。
本編の隠しキャラの一人。またライバルキャラである佐伯絢人（下記参照）の存在の有無により、全キャラ中PC版とPS2版で唯一シナリオに違いがある。

### 人間
佐倉 智哉（さくら ともや）
声 - 鈴木千尋
主人公の幼馴染。高校2年生。身長は173cm。柔らかな髪と細い縁の眼鏡で、知的な雰囲気を持つ。文武両道な秀才で、学園の女の子からの人気が高い。勉強が苦手な主人公にもよく宿題などを教えている。いきなり主人公と暮らすことになった魔物たちに驚くものの、その後は冷静に対処している。しかしフロリアとは気が合わず、嫌味の言い合いをすることも多い。誰に対しても人当たりが良く物腰柔らか。だが一番気にかけ、大切にしているのは主人公だけで、彼女の前以外では腹黒い一面も持っている。
藤堂 聖（とうどう ひじり）
声 - 藤田圭宣
自称「エクソシスト」を名乗る主人公の後輩。高校1年生。身長は165cmくらい。茶髪のくせ毛と子犬のような目が特徴。かつて主人公の祖父に助けられ、エクソシストを目指すようになったがやり方は自己流なため、あまり上達はしていない。だが霊の気配を察知したりするかけらくらいの力は持っている。いつもニコニコ笑顔で、照れ屋で甘えっ子な性格。だが主人公のことが大好きで、彼女を守るのは自分だと断言している。言葉遣いは丁寧で、誰に対しても敬語。ロイとはよく衝突するが、その光景は誰が見ても子犬のケンカにしか見えない。
真柴 奏（ましば かなで）
声 - 小西克幸
美琴の兄。高校3年生。身長は183cmくらい。身なりには気を遣わず、ボサボサの髪で制服も着崩している。常に怒ったような顔で人を寄せ付けず、主人公も今までほとんど口をきいたことがない。妹である美琴もおせっかいだと感じているが時折彼女にからかわれることも。主人公が魔物と同居していることに興味を持ち、近づいてくるがその冷たくそっけない態度は変わらない。一番話しやすそうなユーゴによく質問をぶつけているが、どうにもぼんやりした態度にいらいらするらしく、会話がかみ合わない。
佐伯 絢人（さえき あやと）
声 - 諏訪部順一
PS2版のみ登場。主人公のクラスの副担任で社会科教師。年齢は28歳。身長は186cm。常にやる気がなく、面倒くさそうな雰囲気を持っているが、実は教師業は副業で、本業はプロのエクソシスト。彼の祖父が主人公の祖父のライバルで、本人もその祖父から英才教育を受けた。エクソシスト時は黒スーツに眼鏡着用。性格も冷酷で野心家へと変貌し、敵を容赦なく抹殺する。同じ孫同士でありながら力を持っていない主人公を馬鹿にしている。主人公の家に住む魔物たちを自分の使い魔にしようと狙っている。
真柴 美琴（ましば みこと）
声 - 吉田愛理
主人公の親友。奏の妹。高校2年生。身長は168cm。モデル並の長身でかなり美人だが、性格はサバサバしており男前。主人公に対してあれこれ世話を焼き、彼女を泣かせたり悲しませたりする人には本気で怒る。主人公とは違い恋愛にも慣れており、今はフリーだが過去には数人と付き合ったことがある。肝も据わっており、魔物たちに一緒に住むのはいいが、嫌がる主人公に無理に迫るなと怒鳴りつけるほど。そのため魔物たちは彼女には逆らえない。PS2版ではメイン・隠しキャラ全員をクリアした時にのみ攻略可能。

## スタッフ
- 企画・原案：ひよ
- プロデュース・ディレクション：ひよ
- 原画・キャラクターデザイン：南月ゆう
- シナリオ：ゆうま＆ひよ

## 関連商品

### CD
- サウンドトラック『colorful☆drops』
- ドラマCD『CANDY BOX』
- ドラマCD『fortune cookie』
- ドラマCD『Sepia』
- キャラクターソング Vol.1 Floria&Tomoy
- キャラクターソング Vol.2 Roy&Hijiri
- キャラクターソング Vol.3 Hugo&Kanade
- キャラクターソング Vol.4 Floria&Roy&Hugo